# Esquerra Valenciana (Segunda República Española)
Esquerra Valenciana fue un partido político valencianista y de izquierdas que actuó en el territorio de la actual Comunidad Valenciana (España) durante la Segunda República Española. Reivindicaba el derecho a la autodeterminación del País Valenciano (territorio correspondiente a la actual Comunidad Valenciana), participando en el proceso autonómico durante la II República. Tenía su zona de mayor arraigo en la provincia de Valencia.

## Historia
Esquerra Valenciana se fundó el 26 de julio de 1934. Surgió como una escisión del blasquista Partido de Unión Republicana Autonomista (PURA), que actuaba como rama valenciana del Partido Radical, a raíz del descontento de los diputados Vicente Marco Miranda (exalcalde de Valencia), Julio Just,  Faustino Valentín y Héctor Altabás y de otros militantes de la ciudad de Valencia, como Vicente Alfaro, con la dirección del PURA, a la que acusaban de haber abandonado el ideario reformista en pro de una ideología cada vez más conservadora y de haber practicado una política antiautonomista durante el primer bienio republicano. Los diputados de EV formaban parte de la minoría radical demócrata, el grupo izquierdista que, bajo la dirección de Martínez Barrio había abandonado poco antes el Partido Radical y que se integraría en 1935 en Unión Republicana. Su área de implantación inicial fue la ciudad de Valencia.
El manifiesto fundacional lo publicó el periódico republicano El Mercantil Valenciano el 26 de julio de 1934 con el título «El Manifiesto de los señores Marco Miranda, Just, Valentín, y Altabás». En él se partía de la crítica del equipo dirigente del PURA que «imprimió a la política, desde el Gobierno y fuera de él rumbos, que ahogan elevados anhelos y la desvían del programa y la tradición del Partido». Y a continuación decían: «Uniremos nuestros esfuerzos al de los verdaderos republicanos y al de cuantos en las luchas sociales pugnen por establecer los legítimos anhelos de las organizaciones obreras, y procuraremos que en los organismos oficiales se imponga el celo y la rectitud imprescindibles a toda obra sana y fecunda».
Su principal seña ideológica era la defensa del hecho nacional valenciano, de su lengua y su cultura, así como la reivindicación de un Estado federal en el que se integraría el País Valenciano. Compartía ideología y estrategia política con Esquerra Republicana de Catalunya (ERC), partido con el que mantenía contactos habituales. En el manifiesto del 26 de julio se decía:

[Propugnamos] la conquista de la autonomía regional, de la libertad de la región, establecida mediante un Estatuto que respete íntegramente la personalidad y los derechos de lo que podemos llamar, en buena doctrina federal, el Estat Valencià. Y en este respecto, buscaremos una cordial inteligencia con las regiones que como Cataluña, sienten las mismas ansias de liberación.

Su ideología izquierdista le hizo ser uno de los objetivos del gobierno radical-cedista tras el fracaso de la insurrección de octubre de 1934, en la que no participó. Los concejales con los que contaba fueron suspendidos y sus sedes clausuradas. Su única relación con los «hechos de Octubre» había sido hacer público un manifiesto conjunto con Izquierda Republicana y con la Agrupació Valencianista Republicana en protesta por la entrada en el gobierno de tres ministros de la CEDA, «un partido de cuya sinceridad en su afecto a la misma [a la República]... podemos dudar». En ese llamamiento «A la izquierda valenciana», publicado en El Mercantil Valenciano el 5 de diciembre de 1934, también se incluía el acuerdo de las tres formaciones políticas firmantes en «aunar ordenadamente su acción política en defensa de los postulados de dignificación y orientación izquierdista de la República». Era un primer paso para la creación de una plataforma común de la izquierda republicana valenciana, que sería el germen del Frente Popular en Valencia para las elecciones de febrero de 1936. De hecho fueron las Juventudes de los tres partidos las que tomaron la iniciativa y formaron un Frente Juvenil en «defensa de la cultura y de las libertades democráticas, amenazadas hoy más que nunca por las ansias imperialistas del fascismo», que pidió «la concesión de una amplia amnistía que comprenda a todos los que lucharon en su día contra la opresión fascista».
A pesar de la represión gubernamental, Esquerra Valenciana se expandió durante 1935 más allá de su zona de implantación inicial en torno a la ciudad de Valencia. Sin embargo, en el momento de integrarse en el Frente Popular, Esquerra Valenciana se encontraba en un estado de gran debilidad, al haber abandonado el partido algunos de sus miembros fundadores (Just había ingresado en Izquierda Republicana, en tanto que Valentín lo había hecho en Unión Republicana). A pesar de ello, Esquerra Valenciana obtuvo un puesto en la candidatura del Frente Popular por la circunscripción de la ciudad de Valencia, logrando Vicente Marco Miranda hacerse con el acta de diputado al obtener el Frente Popular la victoria y adjudicarse los cinco escaños destinados a las mayorías. Marco Miranda, al carecer de compañeros con los que formar un grupo parlamentario, se integraría en el de Esquerra Catalana en el nuevo Congreso de los Diputados.
En marzo de 1936 celebró su I Congreso. En abril, obtuvo dos compromisarios en las elecciones para elegir a los miembros de la asamblea que debía elegir al nuevo presidente de la república.

### Guerra Civil

Estrelada (estrellada) o senyera de lluita (señera de lucha) de Esquerra Valenciana.

Tras el estallido de la guerra civil española, Esquerra Valenciana se posicionó en defensa de la República. En la sesión extraordinaria que celebró el Ayuntamiento de Valencia el 24 de julio el concejal Vicente Alfaro manifestó: «Antes la Unión de Repúblicas Socialistas Soviéticas que el fascismo. [...] Confieso que no soy socialista y que sus doctrinas no me convencen, pero reconozco que hay en ella un sentimiento de alta humanidad, mientras delante, en frente, en la reacción y el fascismo, no hay nada». Así, Esquerra Valenciana participó en el Comité Ejecutivo Popular, que se hizo con el poder en la ciudad. José Benedito se hizo cargo de la delegación de Guerra. Al poco de comenzada la Guerra Civil se produjo la integración de la Esquerra Republicana del País Valencià de Cayetano Huguet en Esquerra Valenciana, lo que hizo que la formación experimentara una considerable expansión en Castellón, donde tenía su mayor implantación el partido absorbido.
Tras la disolución del Comité, formó parte de su sucesor, el Consejo Provincial de Valencia, siendo Vicente Marco su representante. Durante la guerra, EV alcanzó su máximo crecimiento y su mayor implantación, llegando a más de 10 000 afiliados en 1937, una cantidad significativa de colectivos en comarcas pertenecientes a las provincias de Valencia y Castellón, y se habían establecido contactos con las comarcas de la provincia de Alicante. Ese año se celebró el segundo congreso del partido, en el que se eligió a Vicente Alfaro como secretario general. A partir de 1937 conversó con el otro partido valencianista de izquierdas, el Partit Valencianista d'Esquerra para fusionarse, sin que tal movimiento llegase a producirse antes del fin de la guerra.
Algunos de sus militantes se integraron en la Columna «Torres-Benedito», que actuó en el frente de Teruel.
No obstante, la guerra truncó diversos proyectos políticos en los que participaba EV, entre ellos un proyecto de estatuto de autonomía valenciano, presentado en febrero de 1937 con el nombre de Anteproyecto de Estatuto de Autonomía de la Región Valenciana. La falta de interés de republicanos, socialistas y comunistas, que no veían necesario abordar este asunto hasta el fin de la guerra, dio al traste con los proyectos autonomistas valencianos.